# Philipp Uhl

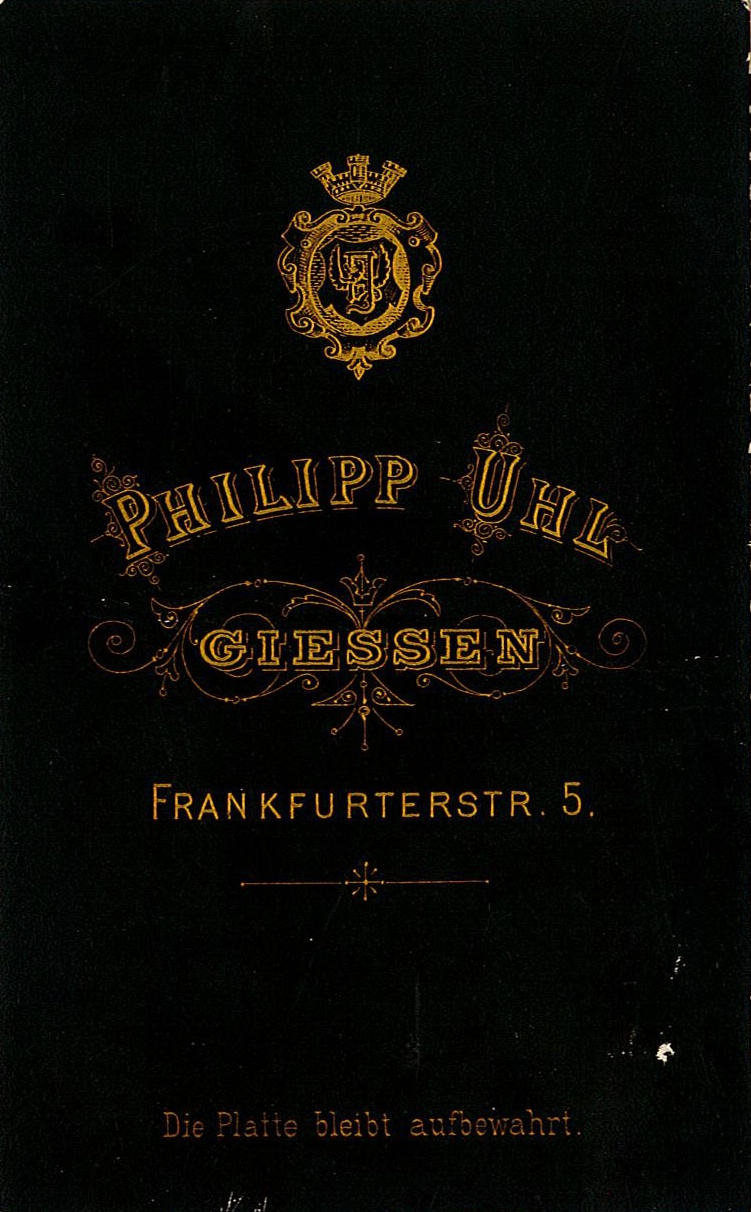
Revers einer Carte de visite: Unter einem bekrönten Wappen der Name des Urhebers und dessen Gießener Adresse „Frankfurterstr. 5“, um 1900

Philipp Uhl (* vor 1854; † nach 1925) war ein deutscher Berufsfotograf und Unternehmer in der photochemischen Industrie.

## Leben und Werk

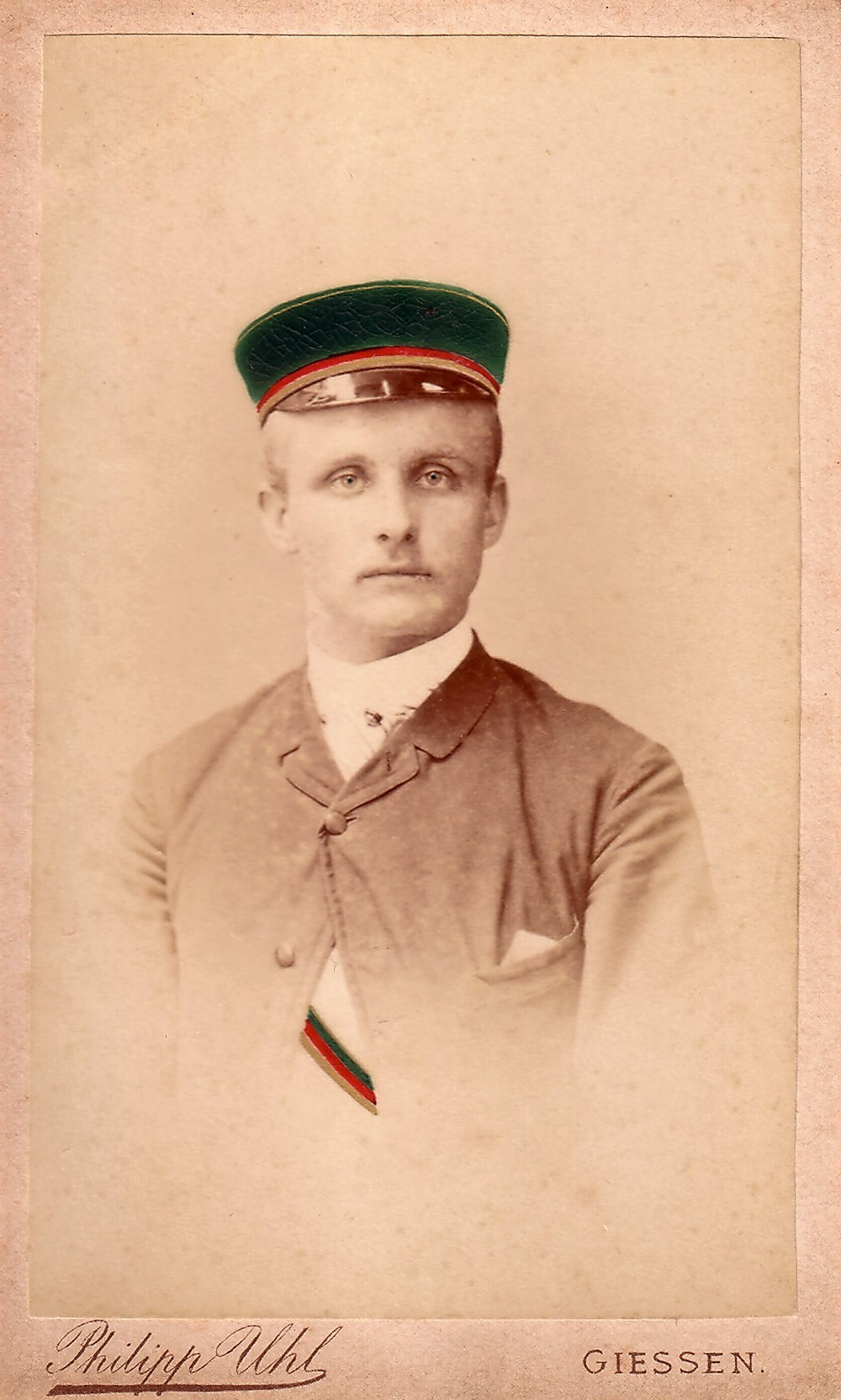
Kolorierte Carte de visite mit dem Brustbild des späteren Ordinarius für Alte Geschichte in Breslau, Ernst Kornemann,
Atelier Philipp Uhl, 1889

Philipp Uhl leitete in Gießen das von ihm gegründete Unternehmen Ph. Uhl & Co., eine „Fabrik photographischer Papiere“, als deren Inhaber er im Jahr 1874 genannt wurde. Im Gebäude Frankfurter Straße 5 betrieb er von etwa 1883 bis in die Mitte der 1920er Jahre ein fotografisches Atelier, in dem sich unter anderem Mitglieder der Familie um den deutschen Juristen und Autor Karl von Gareis porträtieren ließen.
Fotografien mit Porträts als Bilddokumente von Persönlichkeiten insbesondere aus der Geschichte der Stadt Gießen finden sich beispielsweise in der von Helmut Berding verfassten Jubiläumsschrift der Industrie- und Handelskammer Gießen-Friedberg von 1997.
Das Atelier von Philipp Uhl wurde von dem 1858 geborenen Ludwig Uhl bis 1941 fortgeführt.